# Gravel Ridge
Gravel Ridge è un census-designated place (CDP) degli Stati Uniti d'America, situato in Arkansas, nella contea di Pulaski.